# Inkberrow
Inkberrow est un village dans le Worcestershire, en Angleterre.

## Vue d'ensemble
Inkberrow est supposé être le modèle pour Ambridge, le feuilleton de la  BBC Radio 4, The Archers. En particulier, le Bull, le pub imaginaire d'Ambridge, est supposé inspiré du Old Bull d'Inkberrow.
L'église paroissiale  est vouée à Saint-Pierre (St. Peter) et renferme la chapelle de la famille Savage.
Inkberrow est déclarée ville nouvelle dans les années 1960 mais cette désignation n'est pas suivie d'effets. 
En 2006, Inkberrow est désigné Worcestershire Village of the Year et remporte la Building Community Life.
De nombreuses habitations sont agglomérées au village en 2013, par commodité.

## Toponymie
La plus ancienne dénomination connue du village est Intanbeorgan, datant du VIIIe et du IXe siècle.
Aux environs du XVe siècle, le nom semble être devenu Ingtebarwe, alors que les  villages voisins sont Church Lench, Abbots Morton & Arrow.
Vers le XVIe siècle, il s'appelle Inkebarrow.

## Histoire
Le secteur était compris dans Feckenham Forest, une forêt royale avec ses règlements particuliers.
Le prieuré de Cookhill était situé à moins de 5 km en limite du comté.
Au XVIIIe siècle, une épidémie de peste noire mène à la mort tous les habitants d'un hameau.

## Sports
Le village possède des équipes de football junior et adulte avec des effectifs importants comparés la population locale. Inkberrow FC pévolue dans la Midland Football Combination.
Le village dispose aussi d'un tennis club avec un clubhouse à côté de la salle communale.

## Musique
D'anciens habitants d'Inkberrow, les frères Justin Jones (guitare) et Simon Huw Jones (chanteur) ont formé le groupe post-punk And Also the Trees, rejoints en 1979 par Nick Havas, Graham Havas et Steven Burrows.

## Jumelage
Bray-sur-Somme (France)